# Infidelitate
Infidelitatea, lipsă de fidelitate, de credință, nestatornicie în sentimente, este o legătură în care cel puțin unul din cei doi parteneri este căsătorit. 
Alți cercetători definesc infidelitatea ca o încălcare în conformitate cu sentimentul subiectiv că partenerul său a încălcat un set de reguli sau norme de relație; această încălcare duce la sentimente de furie, gelozie, gelozie sexuală și rivalitate. Ceea ce constituie un act de infidelitate depinde de așteptările de exclusivitate din cadrul relației. În relațiile conjugale, așteptările de exclusivitate sunt de obicei asumate, deși nu sunt întotdeauna îndeplinite. Atunci când nu sunt îndeplinite, cercetările au constatat că pot apărea daune psihologice, inclusiv sentimente de furie și trădare, scăderea încrederii sexuale și personale și deteriorarea imaginii de sine. În funcție de context, bărbații și femeile pot avea consecințe sociale dacă actul lor de infidelitate devine public. Forma și amploarea acestor consecințe sunt adesea dependente de sexul persoanei infidele.
Potrivit The New York Times, cele mai consistente date despre infidelitate provin din Studiul Social General (GSS) al Universității din Chicago. Interviurile cu persoane în relații monogame din 1972 de către GSS au arătat că aproximativ 12% dintre bărbați și 7% dintre femei recunosc că au avut o relație extraconjugală.
De exemplu, un studiu realizat de Universitatea din Washington, Seattle, a constatat rate de infidelitate ușor sau semnificativ mai mari pentru populațiile sub 35 de ani sau peste 60 de ani. În acel studiu care a implicat 19.065 de persoane pe o perioadă de 15 ani, ratele de s-a constatat că infidelitatea în rândul bărbaților a crescut de la 20 la 28%, iar ratele pentru femei variază de la 5% la 15%.

### Incidență
După ce rapoartele Kinsey au apărut la începutul anilor 1950, descoperirile au sugerat că, din punct de vedere istoric și intercultural, sexul extraconjugal a fost o chestiune de reglementare mai mult decât sexul înainte de căsătorie. [2] Rapoartele Kinsey au constatat că aproximativ jumătate dintre bărbați și un sfert dintre femeile studiate au comis adulter. [3] Raportul Janus privind comportamentul sexual în America a raportat, de asemenea, că o treime dintre bărbații căsătoriți și un sfert dintre femei au avut o relație extraconjugală. 
Potrivit The New York Times, cele mai consistente date despre infidelitate provin din Studiul Social General (GSS) al Universității din Chicago. Interviurile cu persoane în relații monogame din 1972 de către GSS au arătat că aproximativ 12% dintre bărbați și 7% dintre femei recunosc că au avut o relație extraconjugală. Cu toate acestea, rezultatele variază de la an la an și, de asemenea, în funcție de grupul de vârstă chestionat. De exemplu, un studiu realizat de Universitatea din Washington, Seattle, a constatat rate de infidelitate ușor sau semnificativ mai mari pentru populațiile sub 35 de ani sau peste 60 de ani. În acel studiu care a implicat 19.065 de persoane pe o perioadă de 15 ani, ratele de s-a constatat că infidelitatea în rândul bărbaților a crescut de la 20 la 28%, iar ratele pentru femei variază de la 5% la 15%.  În sondaje mai recente la nivel național, mai mulți cercetători au descoperit că aproximativ de două ori mai mulți bărbați decât femei au raportat că au avut o relație extraconjugală.  Un sondaj efectuat în 1990 a constatat că 2,2% dintre participanții căsătoriți au raportat că au avut mai mult de un partener în ultimul an. În general, sondajele naționale efectuate la începutul anilor 1990 au raportat că între 15 și 25% dintre americanii căsătoriți au raportat că au relații extraconjugale. [5] Persoanele care aveau interese sexuale mai puternice, valori sexuale mai permisive, satisfacție subiectivă mai mică cu partenerul lor, legături mai slabe de rețea cu partenerul lor și oportunități sexuale mai mari erau mai susceptibile de a fi infidele.  Studiile sugerează că aproximativ 30-40% din relațiile necăsătorite și 18-20% din căsătorii văd cel puțin un incident de infidelitate sexuală.
Se crede că ratele infidelității în rândul femeilor cresc cu vârsta. Într-un studiu, ratele au fost mai mari în căsătoriile mai recente, comparativ cu generațiile anterioare; bărbații s-au dovedit a fi doar „oarecum” mai predispuși decât femeile să se angajeze în infidelitate, ratele pentru ambele sexe devenind din ce în ce mai similare. Un alt studiu a constatat că probabilitatea ca femeile să fie implicate în infidelitate a atins un vârf în al șaptelea an al căsătoriei și apoi a scăzut ulterior; întrucât pentru bărbații căsătoriți, cu cât au avut o relație mai lungă, cu atât mai puțin probabil să se angajeze în infidelitate, până în al optsprezecelea an al căsătoriei, moment în care șansa ca bărbații să se angajeze în infidelitate începe să crească. 
O măsură a infidelității este discrepanța paternă, situație care apare atunci când cineva despre care se presupune că este tatăl unui copil nu este de fapt părintele biologic. Frecvențe de până la 30% sunt uneori asumate în mass-media, dar cercetările ale sociologului Michael Gilding au urmărit aceste supraestimări înapoi la o remarcă informală la o conferință din 1972. Detectarea discrepanței paterne poate avea loc în contextul screeningului genetic genetic,  în cercetarea genetică a numelui de familie, și în testarea imigrației.  Astfel de studii arată că discrepanța paternă este, de fapt, mai mică de 10% în rândul populațiilor africane incluse în eșantion, mai puțin de 5% în rândul populațiilor americane și polineziene eșantionate, mai puțin de 2% din populația din Orientul Mijlociu eșantionat și, în general, 1-2 % dintre eșantioanele europene. 

### Orientare Sexuală
Cercetătorii evolutivi au sugerat că bărbații și femeile au mecanisme înnăscute care contribuie la motivul pentru care devin gelosi sexual, în special pentru anumite tipuri de infidelitate. S-a emis ipoteza că bărbații heterosexuali au dezvoltat un mecanism psihologic înnăscut care răspunde amenințării infidelitatea sexuală mai mult decât infidelitatea emoțională și invers pentru femeile heterosexuale  deoarece potențialul încornorat este mai dăunător bărbatului, care ar putea investi în descendenții unui alt bărbat, în timp ce pentru femei infidelitatea emoțională este mai îngrijorătoare, deoarece ar putea pierde părinții investiții pentru descendenții unei alte femei, afectând astfel șansele lor de supraviețuire.  Cu toate acestea, studii mai recente sugerează că, din ce în ce mai mult, atât bărbații, cât și femeile ar găsi infidelitatea emoțională din punct de vedere psihologic mai rău. 
Symons (1979) a stabilit că gelozia sexuală este principalul motiv pentru care mulți bărbați homosexuali nu reușesc să mențină relații monogame și sugerează că toți bărbații sunt dispuși în mod înnăscut să dorească variații sexuale, diferența dintre bărbații heterosexuali și homosexuali fiind aceea că bărbații homosexuali poate găsi parteneri dispuși mai des pentru relații sexuale ocazionale și astfel să satisfacă această dorință înnăscută de varietate sexuală. Cu toate acestea, conform acestei opinii, toți bărbații sunt „puternic conectați” pentru a fi geloși sexual și, prin urmare, bărbații homosexuali ar trebui să fie mai supărați de infidelitatea sexuală decât de infidelitatea emoțională și că lesbienele ar trebui să fie mai supărați de infidelitatea emoțională decât sexuală.  Studii recente sugerează că este posibil să nu fie un mecanism înnăscut, mai degrabă depinde de importanța acordată exclusivității sexuale. Peplau și Cochran (1983) au descoperit că exclusivitatea sexuală era mult mai importantă pentru bărbații și femeile heterosexuale în comparație cu bărbații și femeile homosexuale. Această teorie sugerează că nu sexualitatea poate duce la diferențe, ci că oamenii sunt predispuși la gelozie în domenii care sunt deosebit de importante pentru ei. [31] Barah și Lipton susțin că cuplurile heterosexuale pot înșela la fel de mult ca și relațiile homosexuale. 
Harris (2002) a testat aceste ipoteze în rândul a 210 persoane: 48 de femei homosexuale, 50 de bărbați homosexuali, 40 de femei heterosexuale și 49 de bărbați heterosexuali. [30] Rezultatele au constatat că mai mulți heterosexuali decât persoanele homosexuale au ales infidelitatea sexuală ca fiind mai rea decât infidelitatea emoțională, bărbații heterosexuali fiind cei mai înalți și că, atunci când sunt obligați să aleagă, bărbații homosexuali au prezis că infidelitatea emoțională ar fi mai îngrijorătoare decât infidelitatea sexuală. [30] Aceste constatări contrazic sugestia lui Symons (1979) că nu ar exista nicio diferență de gen în răspunsurile prevăzute la infidelitate prin orientare sexuală. [30] Blow și Bartlett (2005) sugerează că, deși sexul în afara unei relații homosexuale ar putea fi văzut ca fiind mai acceptabil în unele relații, consecințele infidelității nu apar fără durere sau gelozie. 
Heterosexualii au apreciat infidelitatea emoțională și sexuală ca fiind mai dureroasă din punct de vedere emoțional decât persoanele lesbiene și homosexuale. Au apărut diferențe de orientare sexuală și sexuală în ceea ce privește gradul în care au fost raportate emoții specifice ca răspuns la infidelitatea sexuală și emoțională. Puțini cercetători au explorat influența orientării sexuale asupra tipului de infidelitate care este privit ca fiind mai dureros.